# Yavatmal (Distrikt)
Der Distrikt Yavatmal (Marathi: यवतमाळ जिल्हा) ist einer von 35 Distrikten des Staates Maharashtra in Indien.
Die Stadt Yavatmal ist Verwaltungssitz des Distrikts, der zur Division Amravati und zur Großregion Vidarbha zählt. Die letzte Volkszählung im Jahr 2011 ergab eine Gesamtbevölkerungszahl von 2.772.348 Menschen.

## Geschichte
Von vorchristlicher Zeit bis ins Jahr 1425 wurde das Gebiet – wie die ganze Region – von diversen buddhistischen und hinduistischen Herrschern regiert. Der erste namentlich bekannte Staat war das Maurya-Reich, die letzte nichtmuslimische Dynastie waren die Gond.
Nach jahrzehntelangen militärischen Auseinandersetzungen mit muslimischen Regenten im Norden Indiens erfolgte 1425 die Besetzung durch muslimische Soldaten. Danach herrschten bis ins Jahr 1724 verschiedene muslimische Dynastien (Bahmani, Dekkan-Sultanate und die Grossmoguln). Obwohl offiziell noch Teil des Grossmogulreichs wurde es effektiv von 1724 bis 1818 von der Marathen-Dynastie Bhonsle regiert. Danach fiel es an den Nizam von Hyderabad und gehörte bis 1853 zum Staat Hyderabad. Daraufhin wurde es britisch verwaltet als Teil der Provinz Central Provinces and Berar. Bis zu seiner Umbenennung in Yeotmal im Jahr 1903 trug es den Namen Wun-Distrikt (in Marathi:Wani-Distrikt). Mit der Unabhängigkeit Indiens 1947 und der Neuordnung des Landes wurde es 1950 Teil des neuen Bundesstaats Madhya Pradesh. Im Jahre 1956 wurde dieser indische Bundesstaat geteilt und das Gebiet kam zum Staat Bombay. Auch dieser Bundesstaat wurde 1960 aufgelöst und der Distrikt Yavatmal ein Teil des neuen indischen Bundesstaats Maharashtra.

## Bevölkerung
Die städtische Bevölkerung macht nur 21,58 Prozent der gesamten Bevölkerung aus. Eine klar überwiegende Mehrheit der Bevölkerung sind Hindus. Die Buddhisten und Muslime sind bedeutende Minderheiten. Im Jahr 2001 waren von 2.458.271 Einwohnern 1.999.368 Hindus (81,33 Prozent), 221.793 Buddhisten (9,02 Prozent) und 196.909 Muslime (8,01 Prozent).

### Bedeutende Orte
Einwohnerstärkste Ortschaft des Distrikts ist der Hauptort Yavatmal. Weitere bedeutende Städte mit einer Einwohnerschaft von mehr als 25.000 Menschen sind Pusad, Wani, Umarkhed, Digras, Wadgaon Road, Pandharkaoda, Ner und Darwha.